# Emily Donelson
Emily Tennessee Donelson (1 de junio de 1807 - 19 de diciembre de 1836) fue la primera dama interina de los Estados Unidos de 1829 a 1834 durante la presidencia de su tío Andrew Jackson. Era hija del hermano de la esposa de Jackson. La esposa de Jackson, Rachel Donelson Jackson, murió semanas antes de la toma de posesión presidencial de su marido.
Donelson creció entre las familias Donelson y Jackson en Tennessee y se casó con su primo hermano Andrew Jackson Donelson . Los Donelson trabajaron para su tío a medida que avanzaba su carrera política y alcanzaba la presidencia. Se mudaron a la Casa Blanca con el presidente Jackson, donde Donelson sirvió como anfitriona de la Casa Blanca. Tuvo éxito en el papel a pesar de su falta de formación formal en etiqueta y fue bien recibida por la sociedad de Washington. El asunto Petticoat provocó una división entre los Donelson y el presidente, y Donelson regresó a casa durante gran parte de 1830 y 1831. Finalmente regresó a la Casa Blanca, pero enfermó, regresó a casa y murió de tuberculosis a la edad de 29 años.
- Datos: Q254127